# Фрационе Вирани (Кунео)
Фрационе Вирани је насеље у Италији у округу Кунео, региону Пијемонт.
Према процени из 2011. у насељу је живело 33 становника. Насеље се налази на надморској висини од 332 м.